# Campeonato Africano de Atletismo de 2018 - 400 m com barreiras feminino
A prova dos 400 metros com barreiras feminino do Campeonato Africano de Atletismo de 2018 foi disputada entre os dias 4 e 5 de agosto, no Estádio Stephen Keshi,  em Asaba,  na Nigéria. 

## Recordes
Antes desta competição, os recordes mundiais e do campeonato nesta prova eram os seguintes:
|                       | Nome              | Nacionalidade | Tempo  | Local   | Data                 |
| --------------------- | ----------------- | ------------- | ------ | ------- | -------------------- |
| Recorde mundial       | Yuliya Pechonkina | Rússia        | 52s 34 | Tula    | 8 de agosto de 2003  |
| Recorde do campeonato | Nezha Bidouane    | Marrocos      | 54s 24 | Dakar   | 22 de agosto de 1998 |
| Recorde africano      | Nezha Bidouane    | Marrocos      | 52s 90 | Sevilha | 25 de agosto de 1999 |

## Medalhistas
| Ouro                        | Prata               | Bronze          |
| Glory Onome Nathaniel (NGR) | Lamiae Lhabze (MAR) | Wenda Nel (RSA) |

## Cronograma
Todos os horários são locais (UTC+1). 
| Data        | Hora  | Evento  |
| ----------- | ----- | ------- |
| 4 de agosto | 16:40 | Bateria |
| 5 de agosto | 17:30 | Final   |

## Resultados

### Bateria
Qualificação: 3 atletas de cada bateria (Q) mais os 2 melhores qualificados (q).
| Posição | Bateria | Atleta                   | Nacionalidade  | Tempo   | Notas |
| ------- | ------- | ------------------------ | -------------- | ------- | ----- |
| 1       | 1       | Lamiae Lhabze            | Marrocos       | 58.07   | Q     |
| 2       | 1       | Rita Ossai               | Nigéria        | 58.22   | Q     |
| 3       | 1       | Jane Chege               | Quênia         | 59.78   | Q     |
| 4       | 1       | Audrey Nkamsao           | Camarões       | 1:00.03 | q     |
| 5       | 1       | Rokya Fofana             | Burquina Fasso | ?:??.?? |       |
| 6       | 1       | Gebeyanesh Gadecha       | Etiópia        | 1:00.88 |       |
| 8       | 1       | Abrar Osman Osman        | Sudão          | 1:05.95 |       |
| 1       | 2       | Glory Onome Nathaniel    | Nigéria        | 55.96   | Q     |
| 2       | 2       | Wenda Nel                | África do Sul  | 57.47   | Q     |
| 3       | 2       | Maureen Jelagat Maiyo    | Quênia         | ?:??.?? | Q     |
| 4       | 2       | Uwemedino Akpan Abasiono | Nigéria        | ?:??.?? | q     |
| 5       | 2       | Olga Razanamalala        | Madagáscar     | ?:??.?? |       |
| 6       | 2       | Tasabih Mohamed          | Sudão          | ?:??.?? |       |
| 6       | 2       | Fatoumata Koala          | Burquina Fasso | ?:??.?? |       |
| 12      | 2       | Mosisa Siyoum            | Etiópia        | DNS     |       |

### Final
| Posição           | Raia | Atleta                   | Nacionalidade | Tempo   | Notas |
| ----------------- | ---- | ------------------------ | ------------- | ------- | ----- |
| Medalha de ouro   | 3    | Glory Onome Nathaniel    | Nigéria       | 55.53   |       |
| Medalha de prata  | 6    | Lamiae Lhabze            | Marrocos      | 56.66   |       |
| Medalha de bronze | 4    | Wenda Nel                | África do Sul | 57.04   |       |
| 4                 | 7    | Maureen Jelagat Maiyo    | Quênia        | 57.27   |       |
| 5                 | 5    | Rita Ossai               | Nigéria       | 59.11   |       |
| 6                 | 8    | Jane Chege               | Quênia        | 59.63   |       |
| 7                 | 1    | Uwemedino Akpan Abasiono | Nigéria       | 1:00.57 |       |
| 8                 | 2    | Audrey Nkamsao           | Camarões      | 1:01.35 |       |

Legenda
| Recorde mundial       | Recorde mundial (World record)               |                       | Recorde africano                      | Recorde africano (African) |                                           | Q | Classificado por posição (Qualified) |
| Recorde do campeonato | Recorde do campeonato (Championship record)  | Recorde da América    | Recorde da América (Americas)         | q                          | Classificado por melhor tempo (Qualified) |   |                                      |
| Melhor marca do ano   | Melhor marca do ano (World leading)          | Recorde asiático      | Recorde asiático (Asian)              | DNS                        | Não largou (Did not start)                |   |                                      |
| Recorde nacional      | Recorde nacional (National record)           | Recorde europeu       | Recorde europeu (European)            | DNF                        | Não terminou (Did not finish)             |   |                                      |
| Recorde pessoal       | Recorde pessoal do atleta (Personal best)    | Recorde da Oceania    | Recorde da Oceania (Oceania)          | DSQ / DQ                   | Desclassificado (Disqualified)            |   |                                      |
| Recorde da temporada  | Recorde da temporada do atleta (Season best) | Recorde sul-americano | Recorde sul-americano (South America) | NM                         | Sem marca (No mark)                       |   |                                      |